# 马拉诺马尔凯萨托
马拉诺马尔凯萨托（義大利語：Marano Marchesato），是意大利科森扎省的一个市镇。总面积5平方公里，人口3500人，人口密度700.0人/平方公里（2009年）。ISTAT代码为078076。